# Exile (producent)
Aleksander Manfredi (San Diego, Kalifornija, SAD), bolje poznat po svom umjetničkom imenu Exile je američki producent, DJ i reper koji trenutno živi u Los Angelesu, Kaliforniji. Glazbenu karijeru je započeo kao član hip hop sastava Emanon zajedno s Aloe Blaccom. Grupa je objavila mnoge albume, uključujući i prvi Anon & On iz 1995. godine. Exile je bio producent mnogim izvođačima kao što su Mobb Deep, Ghostface Killah, Kardinal Offishall i Jurassic 5.

## Diskografija
- Dirty Science (2006.)
- Radio (2009.)
- Radio AM/FM EP (2010.)
- Radio AM/FM (2010.)
- 4TRK MIND (2011.)
- Klepto (2012.)

## Vanjske poveznice
- Službena stranica  Arhivirana inačica izvorne stranice od 26. lipnja 2012. (Wayback Machine)
- Exile na Twitteru
- Exile na MySpaceu